# Unité urbaine de Mourenx
L'unité urbaine de Mourenx est une unité urbaine française centrée sur les communes de Monein et Mourenx, dans le département des Pyrénées-Atlantiques en région Nouvelle-Aquitaine.

## Données générales
Dans le zonage réalisé en 2010, l'unité urbaine était composée de huit communes.
Dans le nouveau zonage réalisé en 2020, elle est composée de neuf communes, la commune de Lahourcade ayant été retirée du périmètre et celles de Cuqueron et Parbayse ajoutées.
En 2022, avec 13 563 habitants, elle représente la 4e unité urbaine du département des Pyrénées-Atlantiques et elle occupe le 35e rang dans la région Nouvelle-Aquitaine.
En 2021, sa densité de population s'élève à 102 hab/km2. Par sa superficie, elle représente 1,75 % du territoire départemental et, par sa population, elle regroupe 1,97 % de la population du département des Pyrénées-Atlantiques.

## Composition de l'unité urbaine en 2020
Elle est composée des neuf communes suivantes :
| Nom          | Code Insee | Département          | Statut       | Superficie (km2) | Population (dernière pop. légale) | Densité (hab./km2) | Modifier                                    |
| ------------ | ---------- | -------------------- | ------------ | ---------------- | --------------------------------- | ------------------ | ------------------------------------------- |
| Monein       | 64393      | Pyrénées-Atlantiques | ville-centre | 80,84            | 4 436 (2022)                      | 55                 | modifier les données · modifier les données |
| Mourenx      | 64410      | Pyrénées-Atlantiques | ville-centre | 6,34             | 5 744 (2022)                      | 906                | modifier les données · modifier les données |
| Bésingrand   | 64117      | Pyrénées-Atlantiques | banlieue     | 2,29             | 146 (2022)                        | 64                 | modifier les données · modifier les données |
| Cuqueron     | 64197      | Pyrénées-Atlantiques | banlieue     | 3,48             | 189 (2022)                        | 54                 | modifier les données · modifier les données |
| Lagor        | 64301      | Pyrénées-Atlantiques | banlieue     | 20,97            | 1 134 (2022)                      | 54                 | modifier les données · modifier les données |
| Noguères     | 64418      | Pyrénées-Atlantiques | banlieue     | 1,95             | 125 (2022)                        | 64                 | modifier les données · modifier les données |
| Os-Marsillon | 64431      | Pyrénées-Atlantiques | banlieue     | 5,45             | 548 (2022)                        | 101                | modifier les données · modifier les données |
| Pardies      | 64443      | Pyrénées-Atlantiques | banlieue     | 5,82             | 920 (2022)                        | 158                | modifier les données · modifier les données |
| Parbayse     | 64442      | Pyrénées-Atlantiques | banlieue     | 6,46             | 321 (2022)                        | 50                 | modifier les données · modifier les données |

## Évolution démographique
| 1968   | 1975   | 1982   | 1990   | 1999   | 2009   | 2014   | 2021   |
| ------ | ------ | ------ | ------ | ------ | ------ | ------ | ------ |
| 18 037 | 16 623 | 16 247 | 14 926 | 15 168 | 15 042 | 14 435 | 13 652 |

#### Données générales
- Unité urbaine
- Aire d'attraction d'une ville
- Liste des unités urbaines de France

#### Données démographiques en rapport avec l'unité urbaine de Mourenx
- Aire d'attraction de Mourenx
- Aire d'attraction de Pau
- Arrondissement de Pau

#### Données démographiques en rapport avec les Pyrénées-Atlantiques
- Démographie des Pyrénées-Atlantiques